# Hamamatsu
Hamamatsu (浜松市?, Hamamatsu-shi) è una città del Giappone situata nella parte meridionale dell'isola di Honshū, nella prefettura di Shizuoka. È nota per essere la sede della Suzuki.

## Quartieri

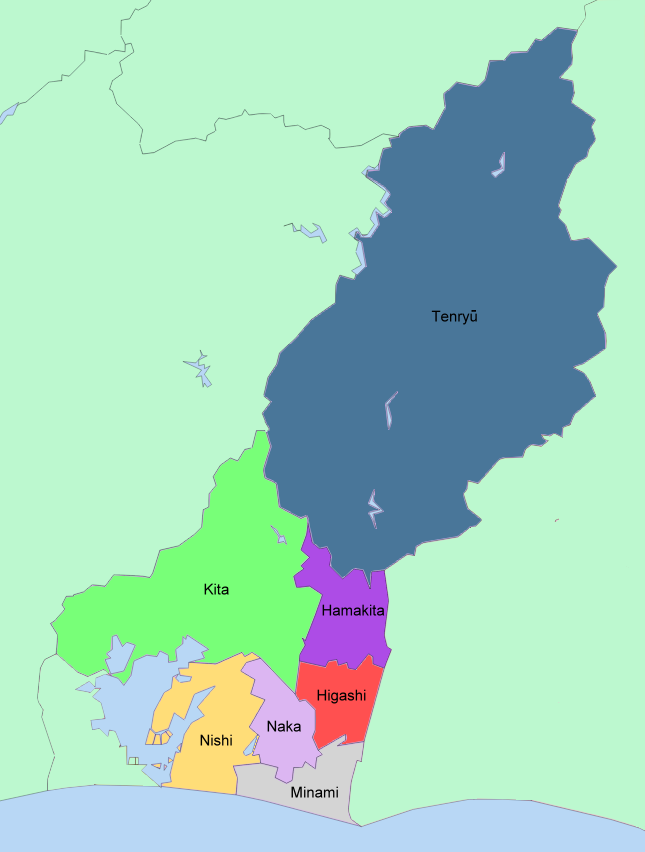
Quartieri di Hamamatsu

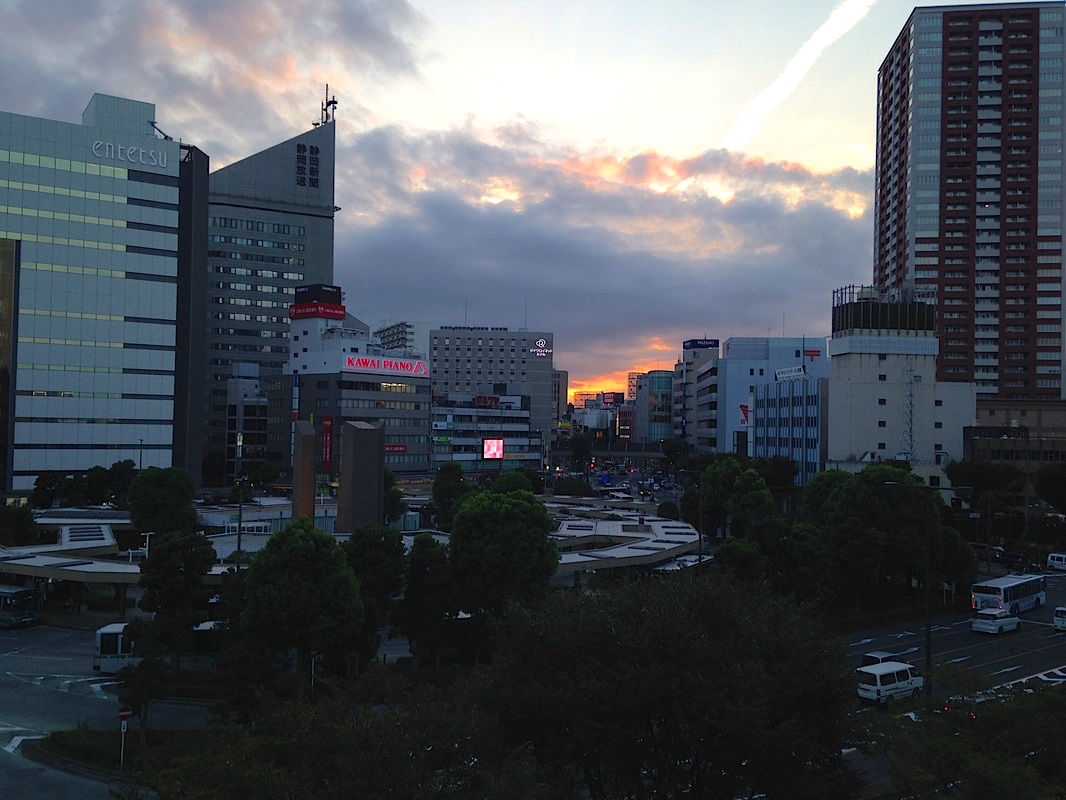
Skyline di Hamamatsu

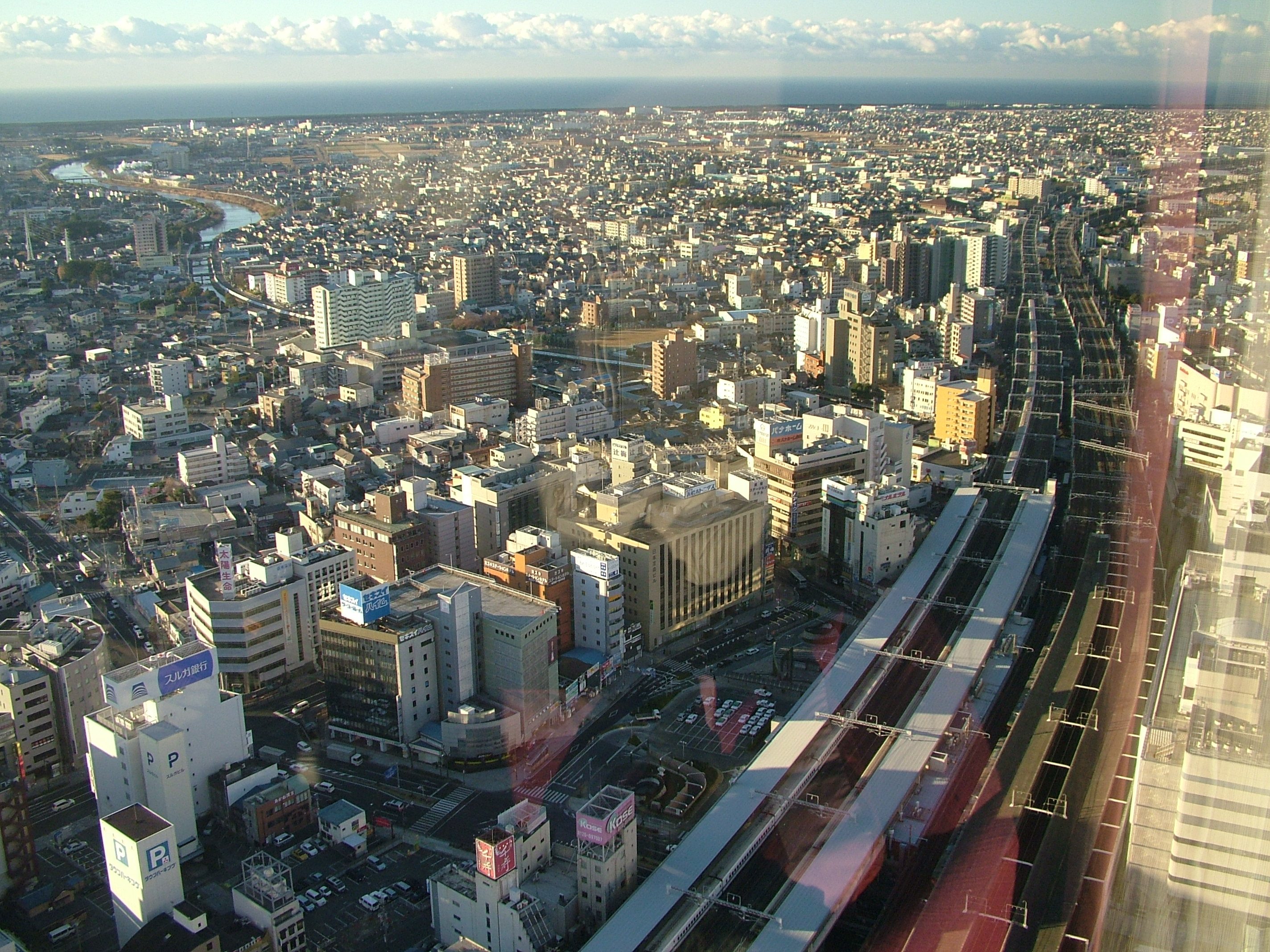
Una vista dall'alto del centro di Hamamatsu dall'edificio più alto (Act Tower)

Hamamatsu era amministrativamente divisa in sette quartieri che, il 1º gennaio 2024, sono stati ridotti a tre:
- Chūō-ku (中央区), che raggruppa i precedenti quartieri di Higashi-ku (東区), Minami-ku (南区), Naka-ku (中区), Nishi-ku (西区), parte di Kita-ku (北区):
- Hamana-ku (浜名区), che raggruppa i precedenti quartieri di Hamakita-ku (浜北区) e Kita-ku (北区)
- Tenryū-ku (天竜区)

## Economia

### Società con sede a Hamamatsu
- Hamamatsu Photonics KK
- Kawai
- Roland Corporation
- Suzuki Motor Co.
- Tōkai Gakki (noto anche come Tokai Guitars Company Ltd.)
- Yamaha Corporation

### Aziende fondate nel Hamamatsu
- Honda Motor Co.